# Pianosonate nr. 6 (Prokofjev)
De Pianosonate nr. 6 in A majeur, opus 82 is een compositie van de Russische componist Sergej Prokofjev. De pianosonate is de eerste van de drie Oorlogssonates die Prokofjev schreef; pianosonates die ten tijde van de Tweede Wereldoorlog werden geschreven. De zesde pianosonate schreef Prokofjev tussen 1939 en 1940.
Prokofjev verzorgde zelf de première op 8 april 1940. De première kon via de staatsradio worden ontvangen.

## Delen
1. Allegro moderato
2. Allegretto
3. Tempo di valzer lentissimo
4. Vivace

Het Allegro moderato is een mysterieus en furieus stuk dat een krachtige cadenza bevat.
Het Vivace is het bekendste deel uit de sonate: een vluchtig deel.